# Sonic Rivals
Sonic Rivals es un videojuego desarrollado por Backbone Entertainment en exclusiva para la videoconsola portátil PSP. Con unos gráficos pseudo-3D, el jugador deberá superar las etapas antes que lo hagan sus oponentes (que pueden ser humanos o controlados por el juego). Es el primer juego de la saga Sonic que es realizado por una compañía canadiense.

## Argumento
Una misteriosa masa de tierra llamada "Onix Island" aparece de repente como si saliera de la nada. Sonic y Tails van a buscar pistas para saber que ha pasado. Una vez llegado a la isla, encuentran al Doctor Eggman. Dr. eggman tiene un cromo en la mano. Sonic y Tails están sorprendidos por ver que en el cromo aparece un dibujo de Amy. Mientras Sonic simplemente se olvida de la historia ridícula del Dr. eggman, Tails toma las cosas muy seriamente. Mientras que la voz de Tails llega al oído de Sonic, hay un flash fotográfico repentino, y cuando desaparece el flash, Tails se ha marchado. En la mano del Dr. eggman hay un nuevo cromo con un dibujo de Tails. Sonic le admira en pánico hasta que aparece Knuckles. Dr. eggman sonríe, sacando de su saco mágico otro cromo, apreciado con un dibujo de la Master Emerald. Luego él se marcha volando. Sonic y Knuckles prometen rescatar a los personajes que aparecían en los cromos. Al mismo tiempo, Shadow y Silver aparecen. Rouge entra secretamente buscando a Shadow. Sonic y Knuckles tendrán una peligrosa aventura para rescatar a Amy y Tails.

## Personajes

### Jugables
- Sonic the Hedgehog
- Knuckles the Echidna
- Shadow the Hedgehog
- Silver the Hedgehog
- Metal Sonic

### Villanos
- Dr. Eggman
- Eggman NEGA

### Secundarios
- Miles "Tails" Prower
- Amy Rose
- Rouge the Bat

## Badniks
En cada zona hay tres tipos de badniks. Dos de ellos son comunes a todos las zonas.
- Egg Pawn
- Egg Flapper

## Zonas
Hay 6 zonas en total, cada una tiene 2 actos y un jefe (excepto Sky Park Zone).  
- Forest Falls Zone: Una zona con plataformas cubiertas de hierba y cascadas de agua, parecida a Green Hill zone de Sonic the Hedgehog, Emerald Hill de Sonic 2, Angel Island de Sonic 3, Green Grove de Sonic 3D Blast, y Green Glade de Sonic 1 Hack. Los badniks únicos a esta zona son robo-arañas llamadas Venooms (Venoom se basa en una palabra en inglés, "venom", que significa "veneno"). En esta zona hay que tener cuidado con las caídas al vacío. También están los clásicos "loopings" en esta zona. El jefe se llama Egg Turtle (tortuga).

- Colosseum Highway Zone: Una zona con majestuosas columnas, caídas al vacío, pendientes empinadas, y espinas dolorosas, parecida a Marble Garden de Sonic 3 y Rusty Ruin de Sonic 3D Blast. Los badniks únicos a esta zona son robo-buitres llamados Vultures ("vulture" significa "buitre" en inglés). En esta zona hay muchos "caminos-sacacorchos" y "aros potenciadores". El jefe se llama Egg Falcon (halcón).

- Sky Park Zone: Un parque de atracciones muy salvaje, consiste principalmente de una montaña rusa con pendientes, loopings, puestos que venden ositos de peluche, y hasta carricoches super-rápidos que esquivar. Los badniks únicos a esta zona son unos robo-payasos llamados MonoClowns ("clown" significa "payaso" en inglés). Aquí deberías propulsarte usando resortes, puntos de velocidad y "plataformas de forzudo" (donde debes poner presión para saltar alto). Este nivel no tiene jefe.

- Crystal mountain Zone: Zona congelada con espinas cristalizadas y plataformas con espinas. El Jefe es Egg Lince, un lince mecánico que lanza espinas de cristal.

- Death Yard Zone: Es una zona desértica donde hay muchas caídas, péndulos, máquinas aplastantes y fuego, es como una fábrica con ácido y aguas negras. Los banicks son Metal Hounds (Sabuesos Metálicos), su jefe es el Egg Kong (Egg Gorila).

- Meteor Base Zone: Esta zona es espacial tienes que llegar antes de que usen las cartas como energía aquí en modo historia Sonic, Knuckles, Shadow y Silver se ayudan entre sí para llegar al jefe Egg Rocket aquí pasas por ventiladores y portales evitando a los badnicks Drills Worms (Gusano Taladro).